# Red Fun
Red Fun är en svensk musikgrupp (metal) som bildades ur spillrorna av Rat Bat Blue som just skulle spela in sitt andra musikalbum. Fredrik von Gerber (trummor), med ett förflutet i Easy Action frågade sin gamla bandkamrat Kee Marcello (elgitarr) – som just kom från ett insomnat Europe – om han ville producera/spela på den kommande skivan. Resultatet blev istället att Marcello blev medlem i gruppen, och 1993 släpptes det självbetitlade debutalbumet. Sångare var Thomas Persson (Alien) och basgitarrist Tobbe Moen (Silent Call, Erika Norberg, Oz). Musiken på albumet var en starkt blues-influerad melodisk metal. Under en tid turnerade gruppen i Europa, och spelade support till både Guns N' Roses, Neil Young och Pearl Jam. Red Fun splittrades när Marcello år 1995 valde att satsa på sin solokarriär.

## Medlemmar
- Kee Marcello – gitarr
- Fredrik von Gerber – trummor, gitarr
- Thomas Persson – sång, gitarr
- Tobbe Moen – basgitarr

## Diskografi
Studioalbum
- 1993 – Red Fun

Singlar
- 1993 – "Doc Love"
- 1993 – "My Baby's Coming Back"
- 1993 – "Don't Close Your Eyes"